# Балог, Томас
Барон То́мас (Та́маш) Ба́лог, барон Балог (венг. Balogh Tamás, англ. Baron Thomas Balogh, Baron Balogh; 2 ноября 1905, Будапешт — 20 января 1985) — венгерский и английский экономист.
Из состоятельной еврейской семьи. Переехал в Англию в начале 1930-х годов. Долгое время преподавал в Оксфорде. Являлся экономическим советником лидеров Лейбористской партии и кабинета министров. Титул барона получил в 1968. Занимал пост министра энергетики (1974—77).
Супруга Томаса Балога (с 1970) — Кэтрин Сторр (1913—2001), психиатр и детский писатель.

## Основные произведения
- The Dollar Crisis (1949)
- «Неравные партнеры» (UnequalPartners, 1963)
- «Экономика бедности» (Economics of Poverty, 1966);
- «Факт и воображение в международных экономических отношениях» (Fact and Fancy in International Economic Relations, 1971).